# Agelena consociata
Agelena consociata is een spinnensoort in de taxonomische indeling van de trechterspinnen (Agelenidae).
Het dier behoort tot het geslacht Agelena. De wetenschappelijke naam van de soort werd voor het eerst geldig gepubliceerd in 1965 door J. Denis.